# 宋应
宋应（1916年—1975年11月24日），河北枣强人。中华人民共和国科学家。

## 生平
早年担任南开中学反帝大同盟支部书记。1937年，毕业于北京大学地质系，参加一二九运动。曾任中共川西区委组织部部长、成都市委第二书记、中国地质工作指导委员会副主任。后升任中华人民共和国地质部副部长。
1975年11月24日去世。